# Novi avion
Novi avion (česky doslova Nové letadlo) byl pracovní a popularizovaný název jugoslávského programu vývoje nového nadzvukového lehkého letounu. Jugoslávie se návrhem vlastního letounu chtěla zbavit závislosti na dodávkách strojů ze Sovětského svazu a podpořit domácí vojenský průmysl. Nahradit měl používané stíhačky MiG-21.

## Vývoj

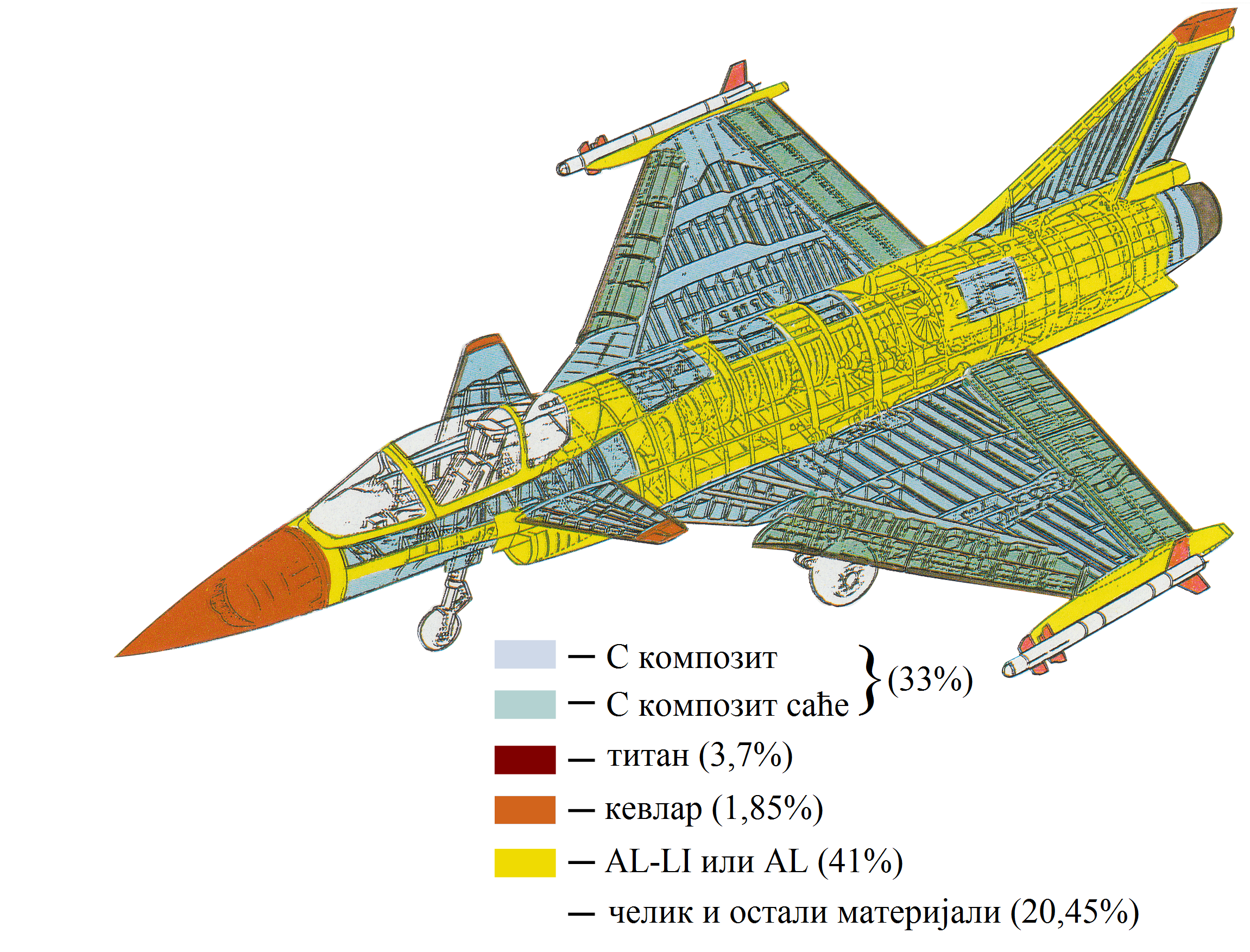
Použité materiály.

První projekty nového letounu, který měl být rychlejší než zvuk, se objevily okolo 70. let 20. století, a to v souvislosti s prototypem letounu Soko J-22 Orao. Jugoslávská veřejnost se o programu vývoje nového letadla, který byl tajný, dozvěděla až na začátku roku 1988, kdy se o něm zmínil tehdejší náčelník generálního štábu Antun Tuš. Vývoj byl pro jugoslávskou lidovou armádu prioritou. Věnoval se mu Vojensko-technický institut v Bělehradě.
V roce 1986 byl vypracován program realizace zavedení letounu do výzbroje jugoslávského letectva. Tento program však byl rozvíjen pouhých několik let, neboť na přelomu 80. a 90. let se ekonomická situace v Jugoslávii zhoršila, došlo k politické krizi a později i rozpadu státu. Letoun měl poprvé vzlétnout podle původního plánu v roce 1992. Zařazen do výzbroje měl být poté v druhé polovině 90. let. Letouny byly určeny také pro prodej na světových trzích, případně ve východní Evropě, kde mohly být alternativou k strojům ze SSSR. Skutečné jméno letadla mělo být zvoleno až v okamžiku dokončení původního projektu.
Na konci 80. let některá jugoslávská média kritizovala program vývoje letadla za příliš drahý a příliš ambiciozní. Uváděla, že třiadvacetimilionová země si nemůže dovolit vyvíjet tak náročný stroj sama.[zdroj?]
Oficiálně byl projekt opuštěn v roce 1991 se začínající válkou. Vzhledem k tomu, že projekt se již v době své realizace zpožďoval (v roce 1991 byla konstrukce cca 1 rok od dokončení), nebyl vyroben ve výsledku žádný stroj. Spekulovalo se, že existovaly alespoň části prototypů (např. kokpit).

## Srovnání
Novi avion se konstrukčně blížil dobovým stíhačkám Rafale. Ve srovnání s ním však byl menší. Jednalo se o jednomístný jednomotorový víceúčelový letoun. Tvar letadla byl navržen tak, aby byla snížena odrazovost radaru. Návrh letadla připravily jugoslávské konstrukční kanceláře samy; francouzští odborníci se nicméně podíleli na návrhu některých částí, se kterými nemělo jugoslávské letectvo žádné zkušenosti. Pro stroj měl být použit motor Snecma M88 francouzské výroby.
Pokud by byl letoun vyráběn, byl by srovnatelný s indickým HAL Tejas a čínským JF-17 Thunder.